# Джинна (военно-морская база)
Военно-морская база Джинна — одна из главных военно-морских баз Военно-морского флота Пакистана в Аравийском море.

## Географическое положение
Военно-морская база Джинна была построена в Ормаре, своё название получила в честь основателя Пакистана Мухаммада Али Джинны. База расположена примерно в 240 километрах к западу от Карачи. Однако, путь к базе по автомобильной дороге составляет 350 км от Карачи и 285 км от Гвадара.

## История военно-морской базы
Сооружение базы началось в 1994 году и закончилось в 2000 году; на церемонии её открытия присутствовал президент Первез Мушарраф. База была построена и оснащена с техническим и финансовым содействием Турции. Оборудование базы ВМС в Ормаре имеет для Пакистана большое стратегическое значение. Согласно мнению многих аналитиков, данную базу командование рассматривает как основной пункт базирования подводных лодок, убирая таким образом, основную ударную мощь ВМС как можно дальше от Карачи, где флот может быть заблокирован весьма небольшими силами, как это произошло в 1971 году. Перебазирование пакистанских подводных сил к западу, таким образом, может значительно снизить их уязвимость.